# Jean Paul Habans
Jean Paul Habans (Baiona, 1845 - París 29 de juny de 1908) fou un gran chanssonnier francès més conegut amb l'àlies de Paulus.
De jove fou enviat a París on assolí una feina modesta, però la seva afecció a la música vocal el portà a debutar el 1864 com a cantant de Belleville, passant després als escenaris de l'Alhambra i d'Eldorado, de París. No havent assolit l'èxit que esperava, es contractà per a cantar per províncies, on va assolir una millor acollida, sobretot a Tolosa de Llenguadoc.
En retornar a París (1871), adquirí molta fama en els musics-halls més importants, però el 1878 tornà a abandonar la capital per a establir a Marsella un negoci comercial (venda de pintures), que no prosperà. Llavors va haver de dedicar-se a la seva antiga professió, assolint nous èxits en el Alcazar i en la Scala de París.
Contribuí a l'èxit de moltes chansonnettes, com les titulades Le père la Victoire, La boiteuse, i sobretot, En r'venat de la revue, tan en voga quan el moviment boulangista, però el fracàs de Boulanger arrossegà també en Paulus, el qual des de llavors quasi no tornà a cantar a París. El 1894 feu representar en el Ba-ta-clan, una revista no desproveïda de mèrit, titulada Suivez-nous.
El 1903, després d'una curta reaparició en els concerts de París, Paulus abandonà definitivament l'escena. Amb Garnier fundà el 1877 la Revue des Concerts.